# Akşam
Akşam (тур. Акшам — «Вечер, вечерняя (газета)») — турецкая ежедневная газета. Основана 20 сентября 1918 года в Стамбуле журналистами Казымом Шинаси Дерсаном, Фалихом Рыфкы Атаем, Али Наджи Караджаном и политиком, бывшим министром иностранных дел Турции, Неджметтином Садаком. Слоган: «Türkiye’nin gazetesi» (тур. Газета Турции).
До 1920 года газета выходила только по вечерам. В 1957 году владелец газеты Малик Ёлач продал её, и до 1971 года газета сменила несколько владельцев, пока её не выкупила семья Ылыджак. После смерти главы семьи Кемаля Ылыджака в 1993 году газету выкупил бизнесмен Ахмет Озал. С 1997 года Akşam принадлежала Çukurova Holding. 18 мая 2013 года владелец газеты Мехмет Эмин Карамехмет продал её за долги Фонду страхования сберегательных вкладов Турции. В июне того же года главного редактора Исмаила Кючюккая сменил бывший депутат Партии справедливости и развития Турции от города Бурсы Мехмет Оджактан. 21 ноября 2013 года Çukurova Holding и Sancak Medya Grubu продали газету холдингу Türkmedya Yayın Grubu, который с 2016 года называется Esmedya, и принадлежит бизнесмену Этему Санджаку, относящемуся к близкому окружению президента Турции Реджепа Тайипа Эрдогана.
Akşam относят к лояльным турецкому правительству газетам.
В августе 2015 года газеты Akşam и Güneş опубликовали на первых полосах переписку в Twitter, якобы состоявшуюся между Эмре Услу, журналистом, который, по их утверждению, является таинственным осведомителем, пишущим в Twitter под псевдонимом Фуат Авни, и двумя депутатами из оппозиционной Республиканской народной партии Умутом Ораном и Акифом Хамзачеби. В переписке обсуждались планы покушения на дочь Реджепа Тайипа Эрдогана Сюмейе Эрдоган. На газеты был подан иск в суд за клевету. Материалы газет были признаны судом сфабрикованными.

## Факты
Akşam упоминается в книге турецкого писателя Орхана Памука «Стамбул. Город воспоминаний».